# ダッドリー公園駅
ダッドリー公園駅 (英語:Dudley Park railway station)はゴーラー線の駅である。ダッドリー公園に位置しており、アデレード駅から4.9キロメートル (3.0 mi)離れている。

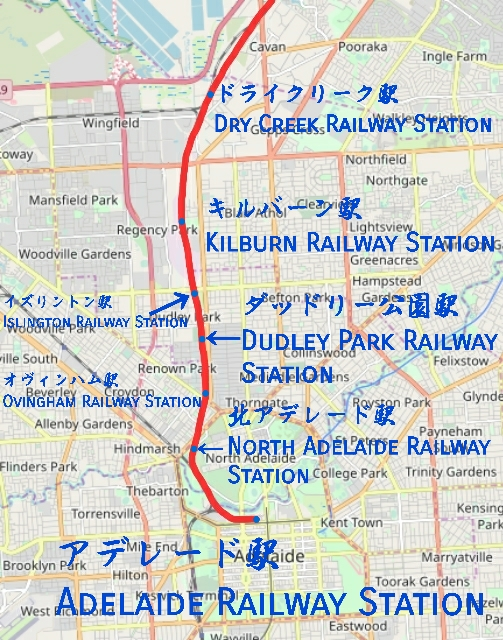
ダッドリー公園駅

## 歴史
1915年に開通し、1940年代に改築された。

## 行き先
| プラットフォーム | 方向                      |
| ---------------- | ------------------------- |
| 1番線            | ゴーラー駅/ゴーラー中央駅 |
| 2番線            | アデレード駅              |

## 隣の駅
| アデレード駅行き 次の駅は | 北アデレード駅 | ゴーラー駅/ゴーラー中央駅行き 次の駅は | イズリントン駅 |